# Porin Ässät
Porin Ässät ist ein finnischer Eishockeyverein aus Pori, der in der Liiga spielt und seine Heimspiele in der Isomäen jäähalli austrägt. Ässät wurde im Juni 1967 gegründet und entstand aus der Fusion von Rosenlewin Urheilijat-38 (RU-38), dem 1938 gegründeten Werksverein von Rosenlew, und Porin Karhut. Karhut selbst entstand 1960 aus der Fusion der Eishockeyabteilungen von Pori Palloilijat und Porin Kärpät.
Neben der Eishockeymannschaft betrieb Ässät auch eine Fußballmannschaft, die von RU-38 übernommen wurde, zwischen 1968 und 1969 in der höchsten Spielklasse Finnlands aktiv war und 1981 aufgelöst wurde.
Sie haben drei finnische Eishockeymeisterschaften (1971, 1978 und 2013) und mehrere andere Medaillen gewonnen – zuletzt Silber im Jahr 2006. Darüber hinaus waren sowohl Karhut als auch RU-38 jeweils einmalige Meister. Ässät hat immer in der ersten Liga (Liiga und SM-sarja) gespielt, mit Ausnahme der Saison 1989/90, die in der I-divisioona gespielt wurde.
Ässäts größter Rivale ist Rauman Lukko. Die Begegnungen zwischen den beiden Teams werden „Satakunnan Derby“ genannt, da sie beide aus der Region Satakunta stammen. Der andere große Rivale von Ässät ist Vaasan Sport. Die Rivalität hat ihre Wurzeln in der SM-liiga-Qualifikationsserie 2009, in der Ässät sie in sieben Spielen besiegte.

## Geschichte

### 1970/71: Erste Meisterschaft

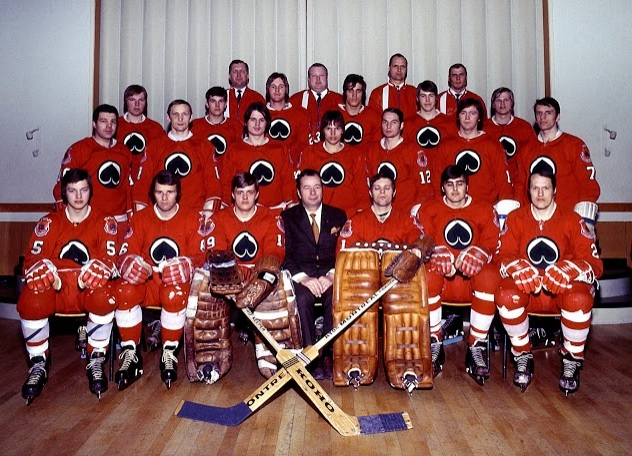
Porin Ässäts Mannschaftsfoto in der Saison 1970/71

Zur Saison 1970/71 bekam Ässät eine große Verstärkung von Helsinki, als Veli-Pekka Ketola zurückkam, nachdem er eine Saison bei Jokerit gespielt hatte. Alpo Suhonen kehrte ebenfalls zum Verein zurück, was die Motivation und die Trainingsmentalität des ganzen Teams verstärkte. Außerdem nahm Cheftrainer Lasse Heikkilä die Mannschaft in die damalige Sowjetunion für ein Trainingslager in Moskau mit, bevor die Hauptrunde in der Finnischen Meisterschaft begann. Die Saison begann dementsprechend früh, da in Pori wegen der milden Herbsttemperaturen zu dieser Zeit noch kein Eisfeld erhalten werden konnte.
Die Hauptrunde schloss Ässät auf dem dritten Platz hinter Jokerit und HIFK ab. In der darauffolgenden Finalrunde passte nun alles zusammen, Ässät musste nur einmal aus zehn Spielen als Verlierer vom Eis. Somit konnte man die Helsinkier Mannschaften überholen, um fünf Punkte distanzieren, sich zum ersten finnischen Meistertitel krönen und sich die Goldmedaillen sichern. Die wichtigsten Namen für den Gewinn dieses Titels waren die erste Sturmreihe bestehend aus Erkki Väkiparta, Veli-Pekka Ketola und Tapio Koskinen. Aber auch die anderen Sturmreihen konnten zum Sieg beitragen. Auch in der Defensive konnten die großen Namen der Mannschaft ihre Leistungen abrufen, so wie es bei Antti Heikkilä und Pekka Rautakallio der Fall war. Dabei Veli-Pekka Ketola war mit 42 Punkten (25 Tore und 17 Assists) der beste Skorer in der SM-sarja im Laufe der 1970-71 Saison. Ässäts Kapitän während der Saison war Raimo Kilpiö. Der Stammtorwart Jorma Valtonen, welcher jedes Spiel der Spielzeit gespielt hatte, verzeichnete eine Fangquote von 92,2 %.

### 1977/78: Zweite Meisterschaft
In der Saison stiegen die Hoffnungen abermals auf die zweite Meisterschaft in Pori, als Pekka Rautakallio und Veli-Pekka Ketola dieses Mal aus Nordamerika zurückkehrten. Zusätzlich wurden noch junge Talente in Arto Javanainen, Kari Makkonen, Tapio Levo und Harry Nikander eingebaut. Ässät beendeten die Hauptsaison dieses Mal auf dem zweiten Platz, hinter Tappara. In den Halbfinals konnte man sich gegen TPS Turku mit 3:2 durchsetzen. Die Finalserie begann mit einem 0:8 Debakel in Tampere, allerdings konnte Ässät auf dieses Malheur reagieren und gewann alle verbleibenden Spiele, um die zweite Meisterschaft der Vereinsgeschichte zu gewinnen. Im letzten Spiel in der Porin jäähalli (Eishalle Pori) wurde die Zuschauerzahl auf 13'000 Zuschauer gesetzt, obwohl eigentlich nur 8'600 Zuschauer erlaubt gewesen wären. Dies führte, zum damaligen Zeitpunkt, zum inoffiziellen Zuschauerrekord der finnischen Eishockeygeschichte. In den frühen Jahren der SM-liiga in den späten 1970er-Jahren war Ässät einer der Spitzenmannschaften der Liga. Der wichtigste Spieler der Mannschaft war Veli-Pekka Ketola, welcher nach Jahren in Nordamerika zurückkam. Ketola stellte auch den damaligen Rekord der Skorerpunkte in der Endrunde ein.

### 2005/06: Gewinn der Silbermedaille

Dieses Logo wird seit 2000 als sekundäres Logo von Ässät verwendet.

Die Saison 2005/06 war Ässäts 30. Spielzeit in der SM-liiga und die 38. in der höchsten Spielklasse des finnischen Eishockeys. Ässät beendete die Hauptrunde auf dem 5. Platz und traf auf Tampere Tappara in den Viertelfinals. Im ersten Spiel musste man eine 3:2-Niederlage einstecken. Im zweiten Spiel nahm man die Revanche und schlug Tappara 3:1. Das intensive und aufgeheizte Spiel brachte Ässätspieler Aki Uusikarantano ins Krankenhaus nach einem Ellenbogencheck gegen den Kopf von Tuukka Mäntylä. Tappara übernahm die Führung in der Serie wieder im dritten Spiel mit einem 5:2-Sieg. Tappara schoss drei Tore im zweiten Spielabschnitt binnen einer Minute, was für die Entscheidung sorgte. Ässätstürmer Leo Komarov erhielt eine Spieldauerdisziplinarstrafe, nach einer Kollision mit Mika Lehto, der bereits die Scheibe in der Fanghand blockiert hatte. Im vierten Spiel konnte Ässät wieder zurückschlagen, dieses Mal mit dem gleichen Schlussresultat von 5:2. Ein Check im mittleren Spielabschnitt sorgte im vierten Spiel für viel Gesprächsstoff, als Patrik Forsbacka Tapparas Janne Grönvall über die Bande aus dem Eisfeld hinausbeförderte.
Ässät sicherte sich den Sieg nachdem beide Spiele fünf und sechs mit einem Resultat von 3:2 gewann.
In der Halbfinals traf man auf Oulun Kärpät. Nachdem man Kärpät in den beiden ersten Spielen 3:1 schlug, kam Ässäts fünf Spiele lange Siegesserie mit einer 6:3-Niederlage zu Ende. Die Mannschaft ließ sich dadurch allerdings nicht entmutigen und man schoss sich mit dem 4:3-Sieg im letzten Spiel auf einen Medaillenplatz. Die offene Frage war- welche?
Der Finalgegner war HPK Hämeenlinna. Das erste Spiel ging 1:0 verloren, wobei der einzige Torschütze Janis Sprukts war. Ässät konnte die Serie im zweiten Spiel mit 5:4 ausgleichen, dies soll aber der letzte Erfolg in der Saison bleiben. Ässät verpasst die Chance und verliert das dritte Spiel und findet auch keine Antwort im vierten Finalspiel. Dies resultierte eine Silbermedaille.

### 2012/13: Dritte Meisterschaft

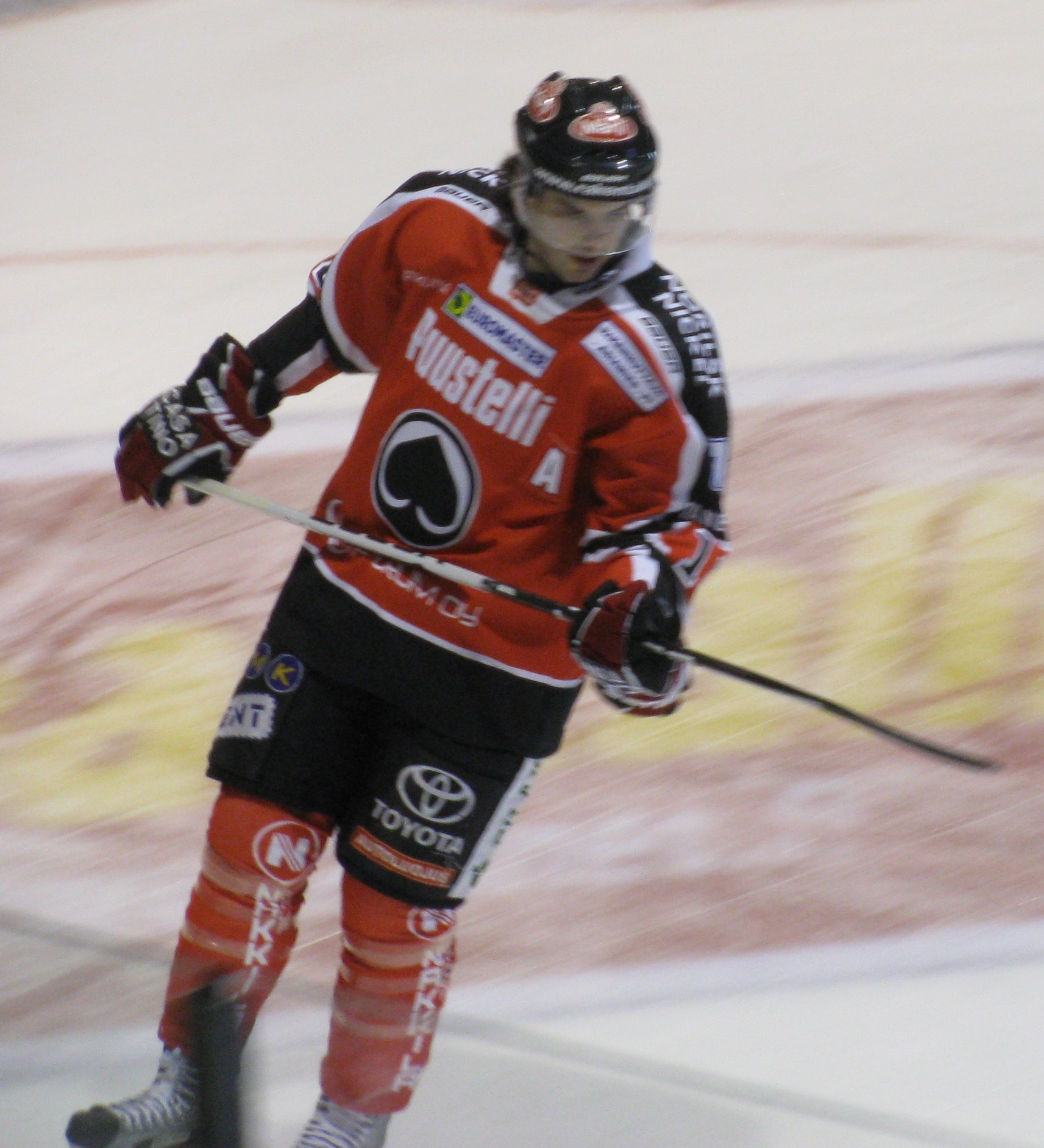
Stephen Dixon im Ässät-Trikot

Die Mannschaft startete stark ins Jahr, aber nach dem Jahreswechsel fand man sich nicht in den Playoff-Plätzen. Das Team verkaufte den Erstlinienmittelstürmer Stephen Dixon an Lokomotive Jaroslawl an die KHL, weil die Saison aussichtslos schien und man somit immerhin die Mannschaft finanziell entlasten konnte.
Ende Januar baute Ässät überraschenderweise ihre längste Siegesserie in der Vereinsgeschichte auf, bei dem man sich nur im letzten Spiel der Hauptrunde mit einem 3:4 nach Verlängerung gegen Oulun Kärpät geschlagen gegeben musste. Man schoss vom zwölften Tabellenplatz auf den Vierten und sicherte sich das Heimrecht im Viertelfinale der Endrunde. Dort schlug man KalPa Kuopio mit einem 4:1.
Die Halbfinals begann mit einem Knüller in Jyväskylä, wo Michael Ryan Ässät in der 93. Minute (2. Verlängerung) erlöste. In Folge baute man erneut eine Siegesserie auf, indem man in den Spielen zwei und drei JYP mit 2:0 zuhause und 4:1 auswärts für die Entscheidung sorgte. JYP versuchte noch den Anschluss zu suchen mit einem 2:1-Sieg in Pori, aber im fünften Spiel zog Ässät endgültig ins Finale ein. Der Finalgegner hieß Tampere Tappara.
Im ersten Spiel verlor man in Tampere 2:1. Es war denkbar knapp, Jukka Peltola schoss Tappara fünf Sekunden vor Ablauf der regulären Spielzeit zum Sieg. Im zweiten Spiel konnte man mit 5:1 Toren zurückschlagen. Das zweite Auswärtsspiel ging erneut verloren, als Niclas Lucenius wieder denkbar knapp, dieses Mal eine Sekunde vor Schluss traf. Im zweiten Spiel folgte wieder die Reaktion, mit einem diskussionslosen 4:0. Im fünften Spiel war die Mannschaft gefordert den ersten Auswärtssieg in der Serie zu liefern, und sie taten es, mit einem Resultat von 2:1. Veli-Matti Saviainen erzielte den Siegestreffer auf Zuspiel von Ville Uusitalo in der 109. Minute und Ässät war somit 60 Minuten vom Titel entfernt. Dieses Spiel ging als das Längste in einem ein und war das drittlängste je in der finnischen Eishockeygeschichte. Schlussendlich gewann Ässät die Finalserie, nachdem sie Tappara 3:2 im sechsten Spiel und somit 4:2 in der Serie geschlagen hatten. Siegestorschütze war Jyri Marttinen, welcher der Mannschaft aus Pori zum dritten Mal und zum ersten Mal in 35 Jahre gewann.

### 2022/23: Zurück in die Playoffs

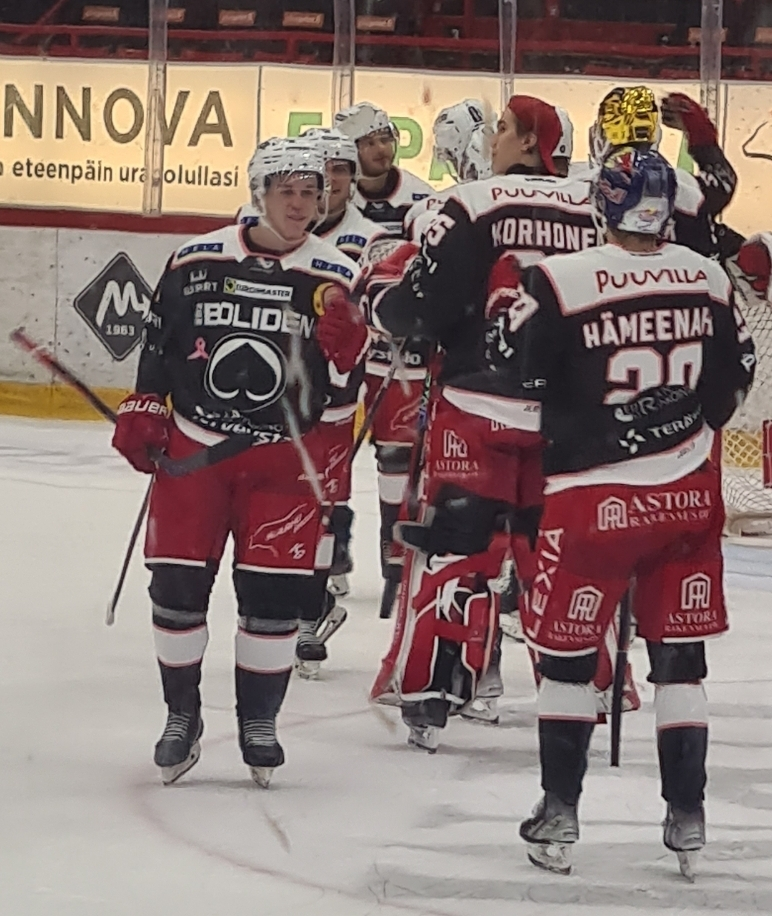
Porin Ässät feiert einen Sieg gegen Jukurit Mikkeli.

Für die Saison 2022/23 nahm Ässät Spieler wie Jesse Joensuu, Roope Talaja und Jan-Mikael Järvinen, Ian McCoshen, Dominic Turgeon, Niklas Rubin und Joachim Rohdin unter Vertrag. Zudem wurde die Kadertiefe durch den Einsatz von Nachwuchsspielern erhöht. Als Kapitän wurde Jesse Joensuu, als Assistierende wurden Alexander Ruuttu, Niklas Appelgren und Jan-Mikael Järvinen bekannt gegeben. Außerdem wurde noch ein neuer Sportchef in Janne Vuorinen, welcher Tommi Kerttula ersetzte, verpflichtet.
Die Saisonvorbereitung begann mit dem Sieg im Traditionsturnier Pitsiturnaus. Im ersten Spiel der Hauptrunde musste Ässät den kürzeren ziehen, als man gegen Ilves 3:0 verlor. Der erste Heimsieg gelang gegen JYP Jyväskylä, als man 5:0 gewann.
Am 13. Februar 2023 wurde Cody Porter bis zum Ende der Spielzeit verpflichtet, das sich Nummer-1-Torhüter Niklas Rubin verletzt hatte. Nach der Rückkehr Rubins wurde er an RoKi zurückgegeben. Ässät schaffte mit 91 Punkten den Einzug in die Playoffs gegen TPS Turku.
Im ersten Spiel gewann Ässät 2:1, im zweiten Spiel schlug TPS mit dem gleichen Resultat zurück. TPS gelang der Siegestreffer spät im Überzahlspiel, dessen Strafe gegen Emil Erholtz ausgesprochen wurde, was fragwürdig war, da er von TPS Spieler Taneli Ronkainen in den Torraum befördert wurde. Der Direktor der Linienrichter der gesamten Liga, Jyri Rönn gab die Fehlentscheidung zu und entschuldigte sich bei Ässät für den Vorfall. Ässät jedoch ließ sich dadurch nicht beunruhigen und bodigte TPS im alles entscheidenden Spiel in Pori mit 2:1. Der Viertelfinalgegner stellte sich als Ilves Tampere heraus.
Das erste Spiel in Tampere ging 5:1 verloren. Im zweiten Spiel konnte man vor heimischen Kulisse 5:2 gewinnen. Die beiden darauffolgenden Spiele wurden 4:1 verloren. Die Saison nahm ein Ende, als man im letzten Spiel, wo der Sieg Pflicht war, 3:2 verlor.

### Die aktuelle Spielzeit: 2023/24

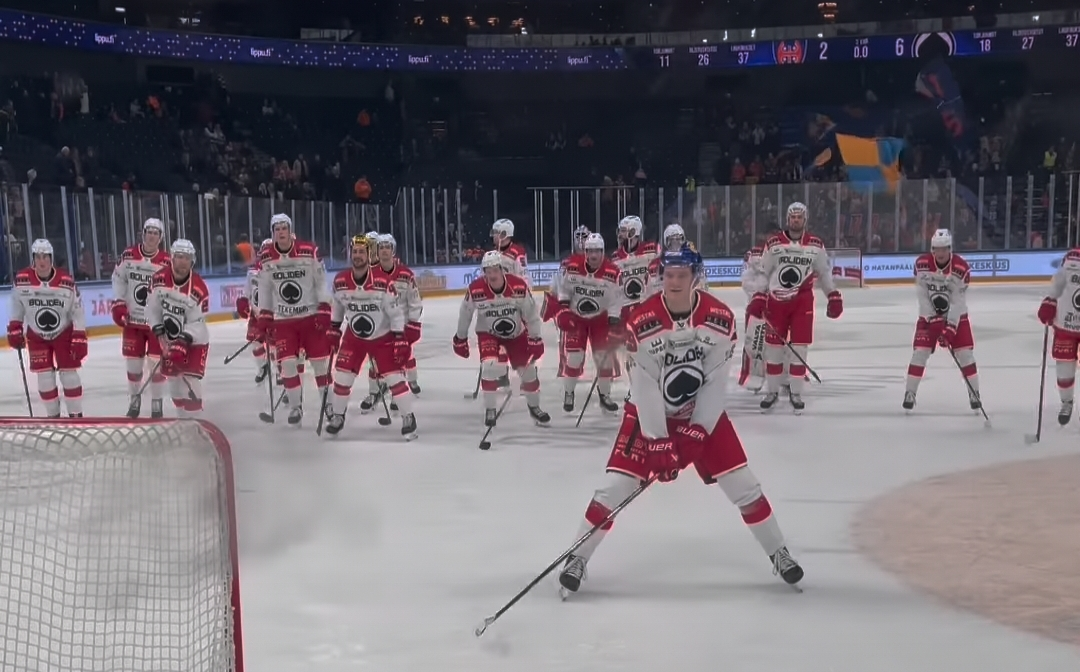

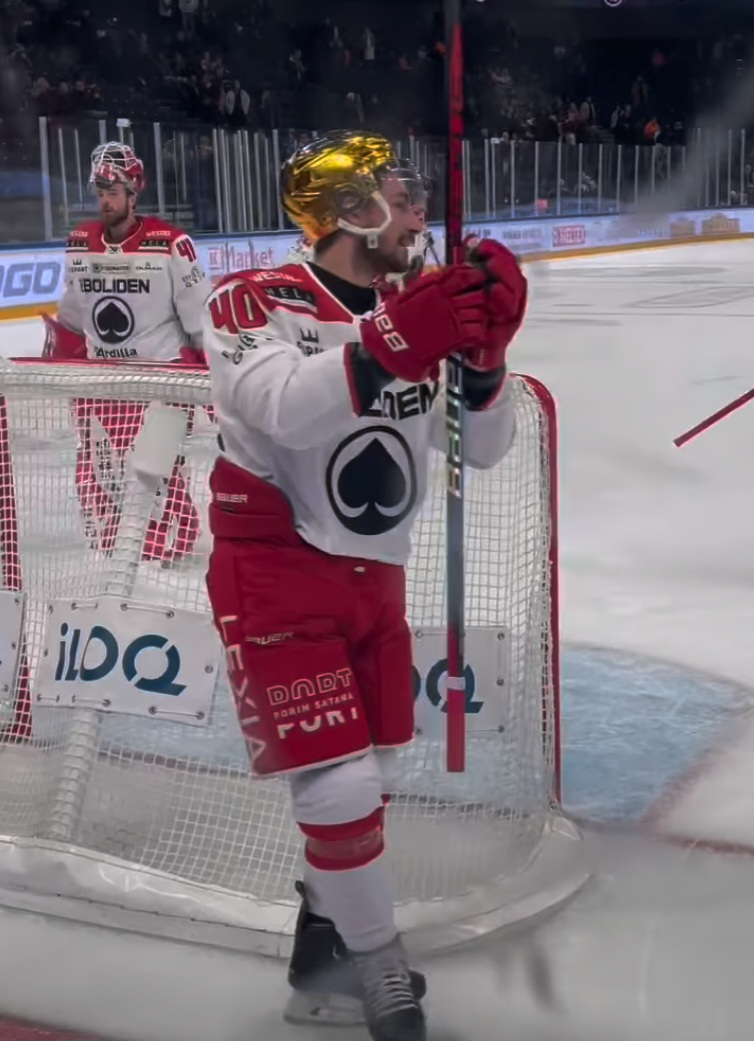
Martin Lefebvre

Nach dem Rücktritt von Cheftrainer Karri Kivi wurde zuerst der letztjährige Assistenztrainer Jere Härkälä zum Cheftrainer befördert. Sportchef Vuorinen gab vor der Saison bekannt, dass Eemeli Virtanen und Samuli Aaltonen’s 2+1-Verträge nicht verlängert werden und auslaufen werden, aber bei Will Graber’s 1+1-Vertrag das optionale Jahr eingelöst wird. Es wurde zusätzlich angekündigt, dass das Trainingslager bereits am 2. Mai beginnen wird und alle neuen Verpflichtungen bis 2023 bekannt gegeben werden. Ässät’s bester Torhüter Niklas Rubin hatte in der Spielzeit 2022/23 den Vertrag verlängert. Verteidiger Nikolas Matinpalo verlängerte seinen Vertrag um zwei Jahre, aber unterschrieb gleichzeitig einen Einjahresvertrag bei den Ottawa Senators aus der NHL. Auch Jami Virtanen unterschrieb einen zweijährigen Vertrag bei Ässät. Außerdem wurden noch junge Spieler von Jokerit, Jukurit und Kärpät in Nestor Noiva, Topi Vuori, Topias Roivo und Otso Ylitalo unterschrieben, um für ein noch tieferes Kader zu sorgen. Zusätzlich wurde noch Martin Lefebvre, Gewinner der MVP-Auszeichnung der norwegischen Höchstklasse Fjordkraftligaen zu einem Jahr unterschrieben. Spät gelang der diesjährige Transfercoup in Marcus und Jonathan Davidsson, die beide von Tappara kommen und für ein Jahr unterschrieben. Zum Schluss nahm man Tuomas Salmela für ein Jahr unter Vertrag und verpflichtete noch den Franzosen Dylan Fabre für zwei Jahre.
Die Saison begann mit dem traditionellen Pitsiturnaus, als Ässät zum zweiten Mal in Folge ins Final einzog aber dieses Mal gegen Lukko mit 2:1 den kürzeren ziehen musste. Man nahm auch im Tampere Cup teil, wessen die Halbfinals man gegen den Timrå IK aus Schweden spielte, und in Folge einer Niederlage noch gegen Tappara um Bronze spielte. Dies Spiel ging auch verloren.

## Heimspielstätte

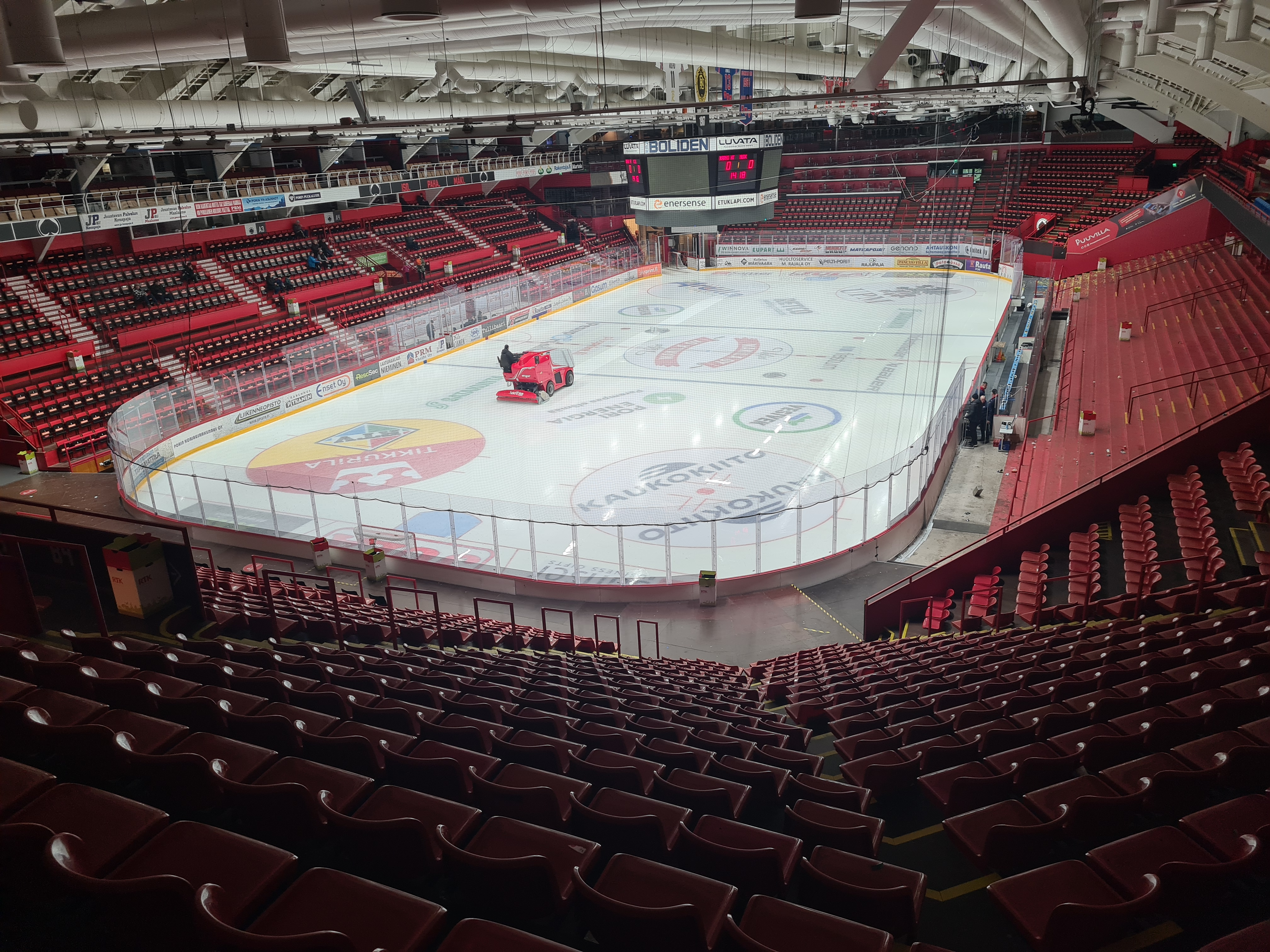
Isomäen jäähalli von innen betrachtet

Porin Ässät trägt seine Heimspiele in der Isomäen jäähalli (im Volksmund Isomäki) aus, die 1964 als Freiluft-Kunsteisbahn eröffnet wurde. Die Überdachung der Eisbahn wurde 1971 fertiggestellt und diese bot anschließend 8.000 Zuschauern Platz. Der Zuschauerrekord für die Eishalle liegt dennoch bei 13.000 Zuschauern, dieser wurde bei einem Finalserienspiel gegen Tappara im Jahr 1978 aufgestellt.
Zwischen 2014 und 2016 wurde die Arena einer umfassenden Renovierung unterzogen, bei der sich das Erscheinungsbild der Arena stark veränderte. Für die Saison 2023/24 wurde die Eishalle modernisiert. Unter anderem wurden neue Lautsprecheranlagen installiert und ein neuer Videowürfel hinzugefügt. Außerdem wurde noch ein kleiner Stehplatzbereich für die Gäste eingerichtet. Seit 2023 beträgt die Zuschauerkapazität 6.150, davon 3.842 Sitzplätze.
Heute ist das Isomäen jäähalli für seine Atmosphäre und als schwieriger Ort für Auswärtsmannschaften bekannt. Seit dem 9. September 2023 heißt die Arena aus Sponsoringgründen Enersense Areena.

## Erfolge

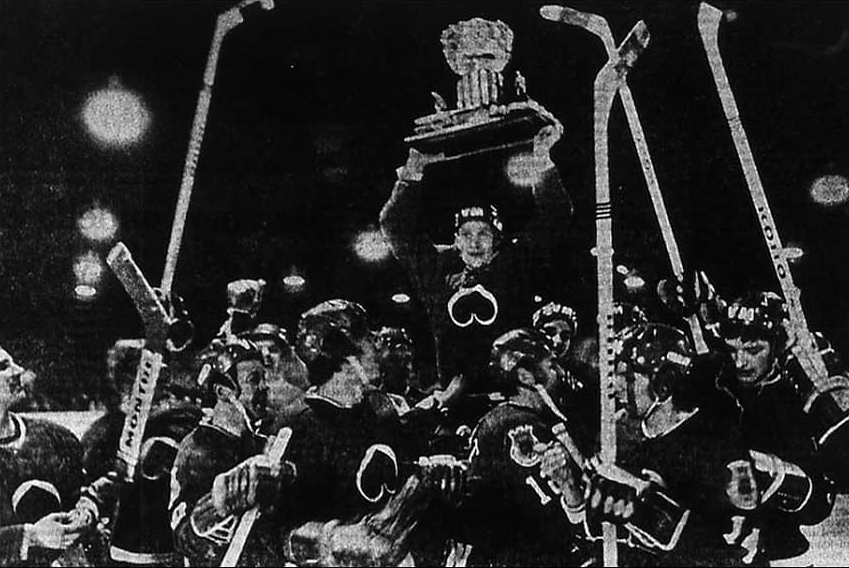
Porin Ässät feierte 1971 seine erste finnische Meisterschaft

- Finnischer Meister: 1965 (Karhut), 1967 (RU-38), 1971, 1978, 2013[34]
- Finnischer Vizemeister: 1979, 1980, 1984, 2006[10]
- 3. Platz der SM-liiga: 1976, 1995
- Finnischer Pokalsieger: 1965 (RU-38), 1967
- 3. Platz im Europapokal: 1979

## Spieler und Trainer

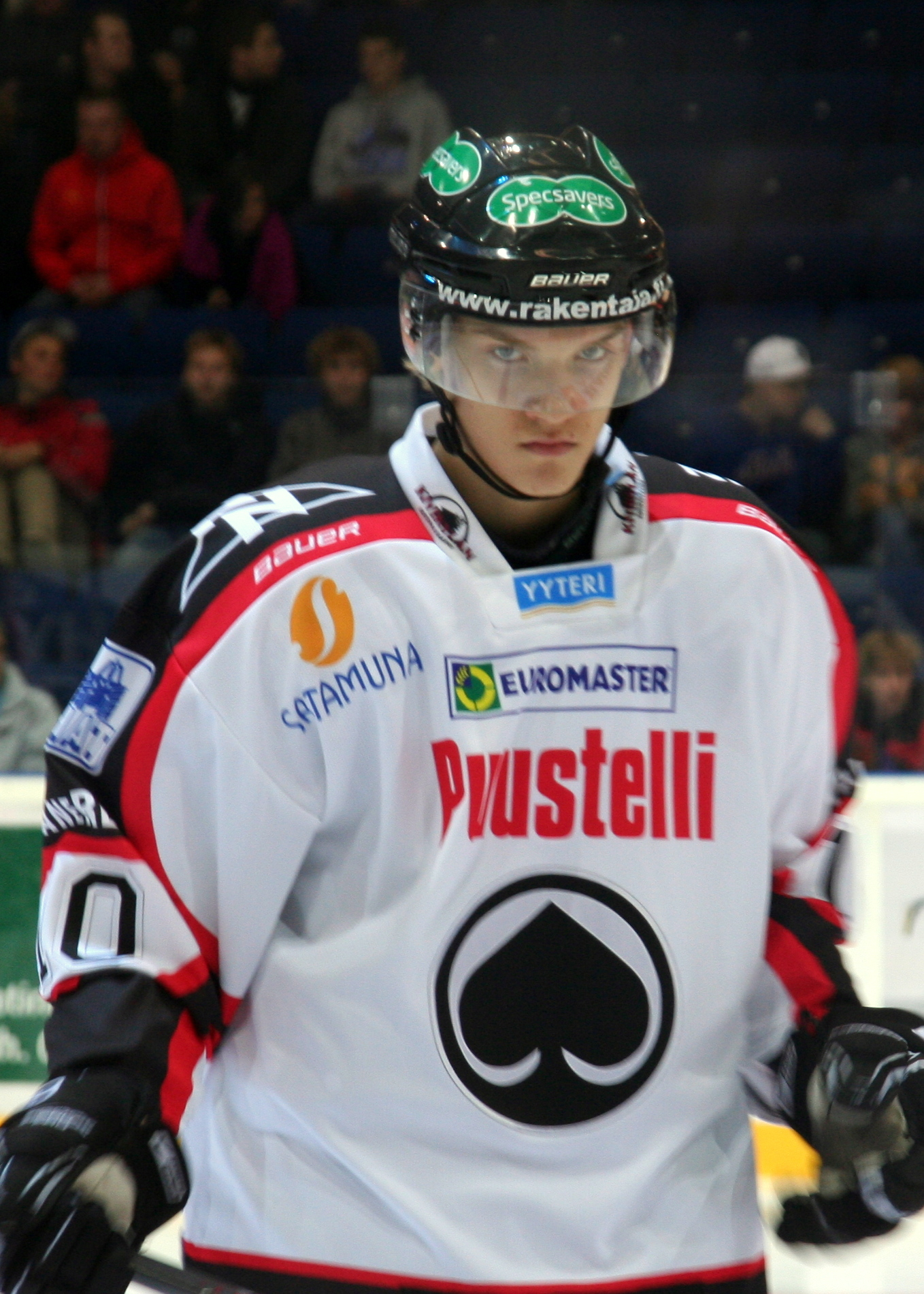
Joel Armia war eines der größten Nachwuchstalente des Vereins

Arto Javanainen, ein ehemaliger Spieler von Ässät, im März 1993

### Gesperrte Trikotnummern
- #2 Antti Heikkilä
- #4 Arto Javanainen
- #5 Pekka Rautakallio
- #11 Raimo Kilpiö
- #12 Tapio Levo
- #13 Veli-Pekka Ketola
- #22 Kari Makkonen (2.2 2024)
- #89 Jaroslav Otevřel

### Bekannte ehemalige Spieler
| - Joel Armia - Erik Haula - Brandon Crombeen - Niklas Hagman - Arto Javanainen - Jesse Joensuu - Veli-Pekka Ketola - Leo Komarov - Jesperi Kotkaniemi - Juho Lammikko - Pekka Rautakallio | - Esa Lindell - Scott Langkow - Kari Makkonen - Antti Raanta - Juuso Riksman - Jussi Rynnäs - Kari Takko - Jason Williams - Tomáš Záborský - Tapio Levo - Aleksi Saarela | - Arttu Ruotsalainen - Ville Heinola - Christian Ruuttu - Dominic Turgeon - Ian McCoshen - Borna Rendulic - Nikolas Matinpalo - Oliwer Kaski - Joonas Korpisalo - Jari Korpisalo - Pasi Peltonen | - Masi Marjamäki - Antero Kivelä - Jari Levonen - Arto Heiskanen - Niko Ojamäki - Sofianna Sundelin - Sari Fisk - Stephen Dixon - Gregory Classen - Michael Ryan |

### Kapitäne
| - 1967–1977 Raimo Kilpiö - 1977–1981 Veli-Pekka Ketola - 1981–1982 Harry Nikander - 1982–1983 Arto Javanainen - 1983–1989 Tapio Levo - 1989–1990 Risto Tuomi - 1990–1992 Tapio Levo - 1992–1994 Olli Kaski - 1994–1995 Jokke Heinänen - 1995–1997 Jari Korpisalo | - 1997–1998 Jari Levonen - 1998–2000 Pasi Peltonen - 2000–2005 Jari Korpisalo - 2005–2007 Pasi Peltonen - 2007–2011 Matti Kuparinen - 2011–2015 Ville Uusitalo - 2015–2016 Juha Kiilholma - 2016–2018 Matti Kuparinen - 2018–2019 Tommi Taimi - 2019–2021 Niklas Appelgren | - 2021–2022 Jarno Kärki - Seit 2022 Jesse Joensuu |

### Trainer seit 1967

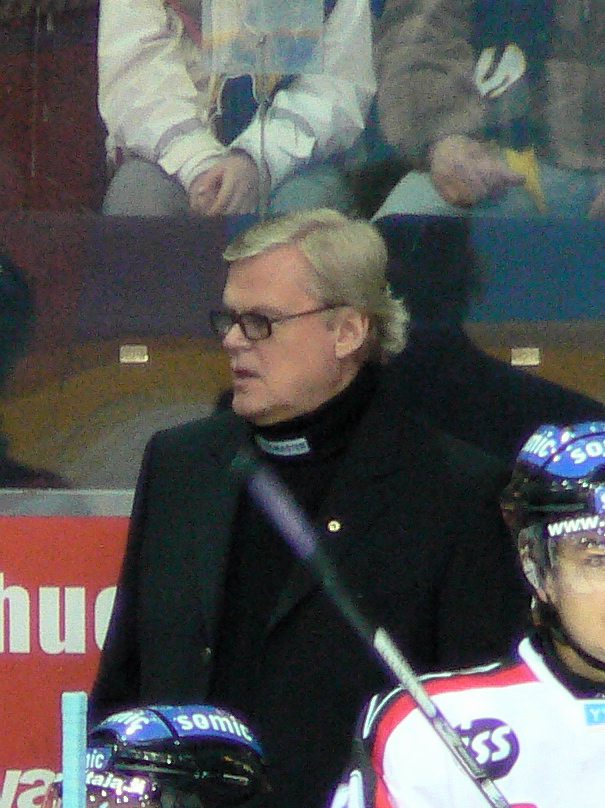
Alpo Suhonen – Cheftrainer zwischen 2007 und 2009

| - 1967–1968 Rauli Virtanen - 1968–1974 Lasse Heikkilä - 1974–1976 Matti Jansson - 1976–1981 Lasse Heikkilä - 1981–1986 Antti Heikkilä - 1986–1989 Tapio Flinck - 1989–Dez. 1990 Matti Keinonen - Dez. 1990–1993 Wassili Tichonow - 1993–Sep. 1996 Veli-Pekka Ketola - Okt. 1996–1998 Juhani Tamminen - 1998–1999 Esko Nokelainen - 1999 Veli-Pekka Ketola | - 1999–2000 Wladimir Jursinow junior - 2000 Ismo Läntinen - Sep. 2000–Okt. 2001 Wladimir Jursinow junior - Okt. 2001–2002 Kaj Matalamäki - 2002–2006 Mika Toivola - 2006–Nov. 2006 Juha Pajuoja - Nov. 2006–Nov. 2007 Jari Härkälä - Nov. 2007–2009 Alpo Suhonen - 2009–2011 Pekka Rautakallio - 2011–2013 Karri Kivi - 2013–2014 Pekka Virta - 2014–2016 Pekka Rautakallio | - Feb. 2016–Apr. 2016 Mikael Kotkaniemi - 2016–Jan. 2018 Jyrki Aho - Jan. 2018–Nov. 2018 Mikael Kotkaniemi - Nov. 2018–2019 Pasi Kaukoranta - 2019–Nov. 2021 Ari-Pekka Selin - Nov. 2021–2023 Karri Kivi - Seit 2023 Jere Härkälä |

## Frauenmannschaft
Porin Ässät hatte von 1982 bis 1995 auch ein Team in der Naisten SM-Sarja. Im Frühjahr 1995 schied die Mannschaft aus der Liga aus und legte anschließend eine dreijährige Pause ein. Die Frauenmannschaft von Ässät begann in der Saison 1998/99 in der I. divisioona (heute Naisten Mestis) zu spielen. In der folgenden Saison konnte man versuchen, wieder in die SM-Sarja aufzusteigen, blieb jedoch in der Qualifikation mit acht Mannschaften Sechster. Nach der Qualifikation spielte das Team drei weitere Saisons in den Divisionen I und II ohne nennenswerten Erfolg und schied dann im Frühjahr 2003 aus.
Der hellste Stern und statistisch gesehen die beste Spielerin im Ässät-Frauenteam war Sari Fisk.
Ässät hat immer noch Juniorenmannschaften, in denen auch Mädchen teilnehmen können. Eine der besten Nachwuchsspielerinnen aus Ässät ist die olympische Bronzemedaillengewinnerin Sofianna Sundelin.

## Fußballmannschaft

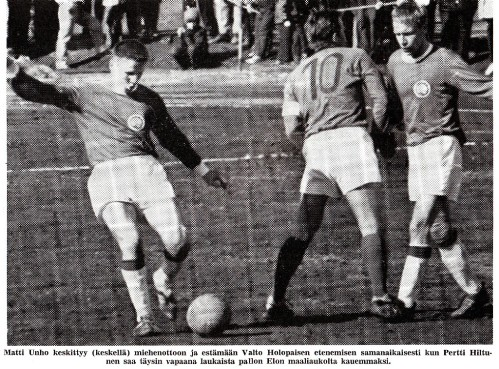
Porin Ässät spielte im Mai 1969 gegen Kuopion Elo.

1967 erbte Ässät den Platz von RU-38 in der Mestaruussarja, der höchsten finnischen Fußballliga. Sie spielten ihre Heimspiele im Pori-Stadion mit einer Kapazität von über 12.000 Zuschauern. Die Fußballmannschaft von Ässät bestand hauptsächlich aus Eishockeyspielern sowie einigen Profispielern und ihren und einigen von Ässäts eigenen Junioren.
Die Karhut-Fußballmannschaft setzte ihre Aktivitäten für eine weitere Saison als Ässäts Farmteam in Suomensarja, der damaligen zweitklassigen Liga Finnlands, fort.
Ässät spielte seine ersten beiden Fußballsaisonen in der Mestaruussarja. Ässät stieg am Ende der Saison 1969 in die II Divisioona (Früher bekannt als Suomensarja) ab und stieg nie wieder in die oberste Liga auf. Nach zwei Spielzeiten in der 2. Liga stieg Ässät in die 3. Liga ab. Ässät gewann 1970 die finnische A-Junioren-Meisterschaft.
1972 stieg Ässät wieder in die 2. Liga auf, doch durch eine Neuausrichtung wurde die Division in die dritte Liga eingestuft. Ässät wurde 1973 Zweiter in der 2. Liga, verlor jedoch in der Aufstiegsqualifikation gegen Turun Toverit (TuTo). Ässät stieg 1978 in die 3. Liga ab, spielte dort aber nur eine Saison, bevor er wieder aufstieg. Ässät spielte zwei weitere Saisons in der 2. Liga, bevor er 1981 abstieg und aufgelöst wurde und alle seine Spieler zum neu gegründeten Porin Palloilijat wechselten.